# 家の光協会
一般社団法人家の光協会（いえのひかりきょうかい）は、JAグループの出版・文化事業を営む団体。東京都新宿区に本部がある。雑誌『家の光』をはじめ、各種雑誌・本を発行するほか、文化事業についても手がけている。元農林水産省所管。
1944年に前身である社団法人全国農業会家の光協会が設立され、1948年に社団法人家の光協会へ名称変更し、2013年に一般社団法人家の光協会へ移行した。

## 雑誌『家の光』
『家の光』（いえのひかり）は、1925年（大正14年）5月に産業組合中央会によって創刊された月刊誌。当時、情報に乏かった農村部を中心に迎えられ部数を伸ばした。1961年1月号は180万部を発行した。農協を通じて配布する形態を取っているため、非農業従事世帯が接する機会は限られている。
詰碁と詰将棋のコーナーがある。詰将棋は1959年9月号から加藤一二三が担当しており、2024年には65年間の連載が「同一雑誌におけるボードゲームパズル作者としての最長キャリア」としてギネス世界記録に認定された。加藤は編集部に手書きで原稿を送っているが独特の字体であり、毎日新聞の記者からは「解読する編集者の苦労がしのばれます」と評されている。

## 出版事業
食や農、農業政策に関する出版が多く、著名人や農学者などの出版も行っている。

### 刊行している雑誌
- 『家の光』
- 『地上』
- 『ちゃぐりん』（1993年に『こどもの光』から誌名変更）
- 『やさい畑』

先に挙げた3誌は書店では取り扱っていないため、JAへの申し込みが必要。なお「地上」はバックナンバーを一部書店や大学生協で取り扱っていることがある。